# Medeolaria farlowii
Medeolaria farlowii är en svampart som beskrevs av Thaxt. 1922. Medeolaria farlowii ingår i släktet Medeolaria och familjen Medeolariaceae.   Inga underarter finns listade i Catalogue of Life.